# Чалмерс, Александр
Александр Чалмерс (англ. Alexander Chalmers; 29 марта 1759, Абердин — 29 декабря 1834) — британский шотландский научный писатель, издатель и журналист, шекспировед, автор биографий выдающихся деятелей.

## Биография
В 1777 году покинул родной город, чтобы изучать медицину. Получил медицинское образование, но по специальности почти не работал, предпочтя медицине журналистику: после завершения образования должен был отправиться служить хирургом в Вест-Индию, однако после прибытия в порт Портсмута, откуда должен был туда отплыть, передумал и отправился в Лондон, чтобы заняться журналистикой. Писал преимущественно статьи политического содержания для изданий Public Ledger, London Packe, St. James’s Chronicle, Morning Chronicle. В течение некоторого времени был редактором в газете Morning Herald.

## Труды
Более всего известен как составитель «General biographical Dictionary» (32 тома, 1812—1817), одного из первых обширных биографических словарей, послужившего источником для большинства последующих подобных изданий, а также как автор работы «Glossary to Shakspeare» (1807). Под его редакцией и с его биографическими очерками и предисловием было издано несколько собраний сочинений английских классиков, в том числе Уильяма Шекспира, Джеймса Битти, Генри Филдинга, Сэмюэля Джонсона, Джозефа Уортона, Александра Поупа, Эдуарда Гиббона и Генри Сент-Джона.